# Stendhal
Marie-Henri Beyle (kiejtése kb. „mári anri bel”), írói álnevén Stendhal (kiejtése kb. „sztendál” vagy „sztandál”; Grenoble, 1783. január 23. – Párizs, 1842. március 23.) 19. századi francia író. Egyike a realizmus első képviselőinek Vörös és fekete (Le Rouge et le Noir, 1830), illetve A pármai kolostor (La Chartreuse de Parme, 1839) című regényeiben.

| „                  | „a legromantikusabb realista és a legrealistább romantikus” | ” |
| – Honoré de Balzac |                                                             |   |

## Életpályája
Jómódú, királyhű polgárcsaládból származott, őt azonban már gyermekkori lázongásai szembefordították családja konzervatív nézeteivel, a jakobinusokhoz vonzódott. Szülei, akik későbbi műveire semmilyen hatással nem voltak, a nevelését középszerű francia nevelőkre bízták.
1799-ben Párizsba költözött. Rokoni segítséggel Napóleon hivatalnoka, majd katonája lett. Részt vett a második itáliai hadjáratban, a milánói bevonulás élete legnagyobb élménye volt, majd Michaud tábornok hadsegéde lett. Az amiens-i békekötés után a hadseregből kilépett, de 1812-ben megint elkísérte a vezérkart Oroszországba.
Napóleon bukása után kezdte meg irodalmi pályafutását, eleinte csak fordításokkal, átdolgozásokkal, útirajzokkal. Milánót, kedves városát választotta lakhelyéül, itt élt 1821-ig, amikor az osztrákok kiutasították, s apja halálakor visszatért Párizsba, hogy szerény örökségét átvegye. A Bourbonok bukása után diplomáciai szolgálatba lépett. A júliusi forradalom után francia főkonzulként képviselte volna Lajos Fülöp Franciaországát Triesztben, minthogy azonban az osztrák kormány megtagadta tőle mint volt carbonarótól megbízólevele elfogadását, hasonló küldetésben a Pápai államba, Civitavecchiába ment.
Száműzetéshez hasonlatos magányában – amelyet csak ritkán szakított meg egy-egy párizsi utazás – írta remekműveit. 1842. március 22-én halt meg Párizsban. Sírjára kívánsága szerint olaszul vésték rá a nevét, s utána a maga fogalmazta sírfeliratot: „Arrigo Beyle / Milanese / Scrisse / Amò / Visse” – vagyis Arrigo Beyle (Arrigo az Imre név olasz megfelelője, de hangzásában hasonlít a francia Henryra), milánói, írt, szeretett, élt.
Stendhal mindennél jobban tisztelte a szenvedélyeket, és sohasem választotta el a művészetet az élettől. Szerelmei és az imádott asszonyok szinte minden művében megjelennek.

## Művei

### Esztétikai munkái
- Lettres écrites de Vienne en Autriche sur le célèbre compositeur Jh Haydn suivies d'une Vie de Mozart etc. (Páris 1815)
- Vies de Haydn de Mozart et de Métastase (1817 új kiad. 1872), (A. C. Bombet álnéven)
- Del romantismo nelle arti (Firenze, 1819)
- De l'Amour (1822)
- Vie de Rossini (Párizs 1824, 2 köt)
- Racine et Shakespeare (uo. 1823–1825)
- Vie de Henry Brulard (1890)
- Souvenirs de l'égostime et lettres inédites (1892)

### Útirajzok
- Rome, Naples et Florence (Párizs, 1817 és 1826)
- Promenades dans Rome (uo. 1829, 2 köt)

### Regények
- Armance (1827)
- Vörös és fekete (Le Rouge et le Noir) (1830, 1831 és 1870)
- Vörös és fehér (Lucien Leuwen) (1835)
- A pármai kolostor (La Chartreuse de Parme) (1839–1846)
- Hagyatékából való még a Lamiel című regény (Párizs, 1889)

## Magyarul

### 1944-ig
- Vörös és fekete; ford., bev. Salgó Ernő; Révai, Bp., 1905
- San Francesco a Ripa / Vannina Vannini / A láda és a kísértet. Elbeszélések; ford. Moly Tamás; Athenaeum, Bp., 1913 (Modern könyvtár)
- A szerelemről; ford. Salgó Ernő; Révai, Bp., 1913 (Világkönyvtár)
- Vittoria Accoramboni. Regény / A Cencik / Gusztáv Adolf leánya. Elbeszélések; Tolnai Világlapja, Bp., 192? (Tolnai regénytára)
- Római történetek. Két novella; ford. Cserna Andor; Sacelláry, Bp., 1921
- Vanina Vanini; ford. Pogány Elza; Világirodalom, Bp., 1922 (Világirodalom könyvtár. Új sorozat)
- A pármai Certosa, 1–2.; ford. Benedek Marcell; Révai, Bp., 1923
  - (A pármai kolostor címen is)
- A bájital. Regény és novellák; Tolnai, Bp., 1925 (Tolnai regénytára)
- Palliano hercegnő; ford. Cz. Toperczer Valéria; Lantos, Bp., 1925 (Kétnyelvű klasszikus könyvtár)
- Egy olasz nemes emlékei. Regény; Tolnai, Bp., 1926 (Tolnai regénytára)
- Elbeszélések; ford., bev. Farkas Zoltán; Franklin, Bp., 1930 (Élő könyvek. Külföldi klasszikusok)
- Erősebb a szerelemnél; Csongor, Bp., 1944
- A láda és a kísértet; Modern Könyv-, Színpadi, Zeneműkiadó és Lapterjesztő, Bp., 1944

### 1945–
- Vörös és fekete. Krónika 1830-ból. Regény; ford. Illés Endre, bev. Barabás Tibor; Révai, Bp., 1950
- Vörös és fehér. Lucien Leuwen. Regény, 1–2.; ford., bev. Illés Endre; Szépirodalmi, Bp., 1953
- A szerelemről; ford., bev. Kolozsvári Grandpierre Emil, versford. Jékely Zoltán, jegyz. Perczel József; Bibliotheca, Bp., 1958
- A pármai kolostor. Regény; ford., bev., jegyz. Illés Endre; Európa, Bp., 1958
  - (A pármai Certosa címen is)
- Rossini élete és kora; ford. Rónay György; Bibliotheca, Bp., 1958
- Séták Itáliában; vál. Szegzárdy Csengery József, ford., bev., jegyz. Rónay György; Gondolat, Bp., 1961 (Auróra)
- Vanina Vanini. Elbeszélések; ford. Benyhe János et al.; Európa, Bp., 1965 (Nők könyvespolca)
- Armance. Jelenetek egy párizsi szalonból 1827-ből. Regény; ford. Rónay György, utószó, jegyz. Réz Ádám; Magyar Helikon, Bp., 1966 (Helikon kiskönyvtár)
- Vanina Vanini vagy Különös részletek a karbonárók utolsó titkos összejöveteléről; ford. Illés Endre; Szépirodalmi, Bp., 1968 (Képes regénytár)
- H. B. Stendhal: A romantika születése; vál., bev. J. Starzynski, ford. Pődör László; Corvina, Bp., 1972
- Az itáliai festészet története; jegyz. Benyhe János, ford. Németh Miklós; Európa, Bp., 1982
- Színek, szerelmek, szenvedélyek. Stendhal aforizmái; vál., szerk., utószó Éles Csaba; Alföldi Ny., Debrecen, 1992
- Vörös és fekete; rajz. Korcsmáros Pál, szöveg Cs. Horváth Tibor; Képes, Bp., 2006 (Az irodalom klasszikusai képregényben)

### Stendhal művei, 1–10.(1967–1975)
Szerk. Benyhe János; Magyar Helikon–Európa, Bp., 1967–1975
- 1. Vörös és fekete. Krónika 1830-ból; ford. Illés Endre, jegyz. Lakits Pál, Illés Endre; 1967
- 2. Vörös és fehér. Lucien Leuwen; ford., jegyz. Illés Endre;1967
- 3. A pármai kolostor; ford., jegyz. Illés Endre; 1968
- 4. Armance; ford. Rónay György / Lamiel; ford. Benyhe János, jegyz. Lakits Pál, Benyhe János; 1968
- 5. Elbeszélések; ford. Antal László et al., jegyz. Nagy Géza, Benyhe János; 1968
- 6. Henry Brulard élete; ford. Somogyi Pál László / Egoista emlékezések; ford. Szekeres György, életrajzford., jegyz. Belia György, összeáll. Benyhe János; 1969
- 7. A szerelemről; ford. Kolozsvári Grandpierre Emil / Napoleon élete; ford. Lontay László, jegyz. Belia György, Benyhe János; 1969
- 8. Bizalmas írások, naplórészletek, levelek; vál., ford., jegyz. Réz Pál, életrajz Henri Martineau, ford. Belia György; 1970
- 9. Zenei írások / Haydn, Mozart és Metastasio élete / Rossini élete; ford. Rónay György, jegyz., utószó Benyhe János; 1973
- 10. Francia földön. Egy turista feljegyzései; ford. Lontay László, sajtó alá rend. Benyhe János; 1975